# Дыхательные газовые смеси

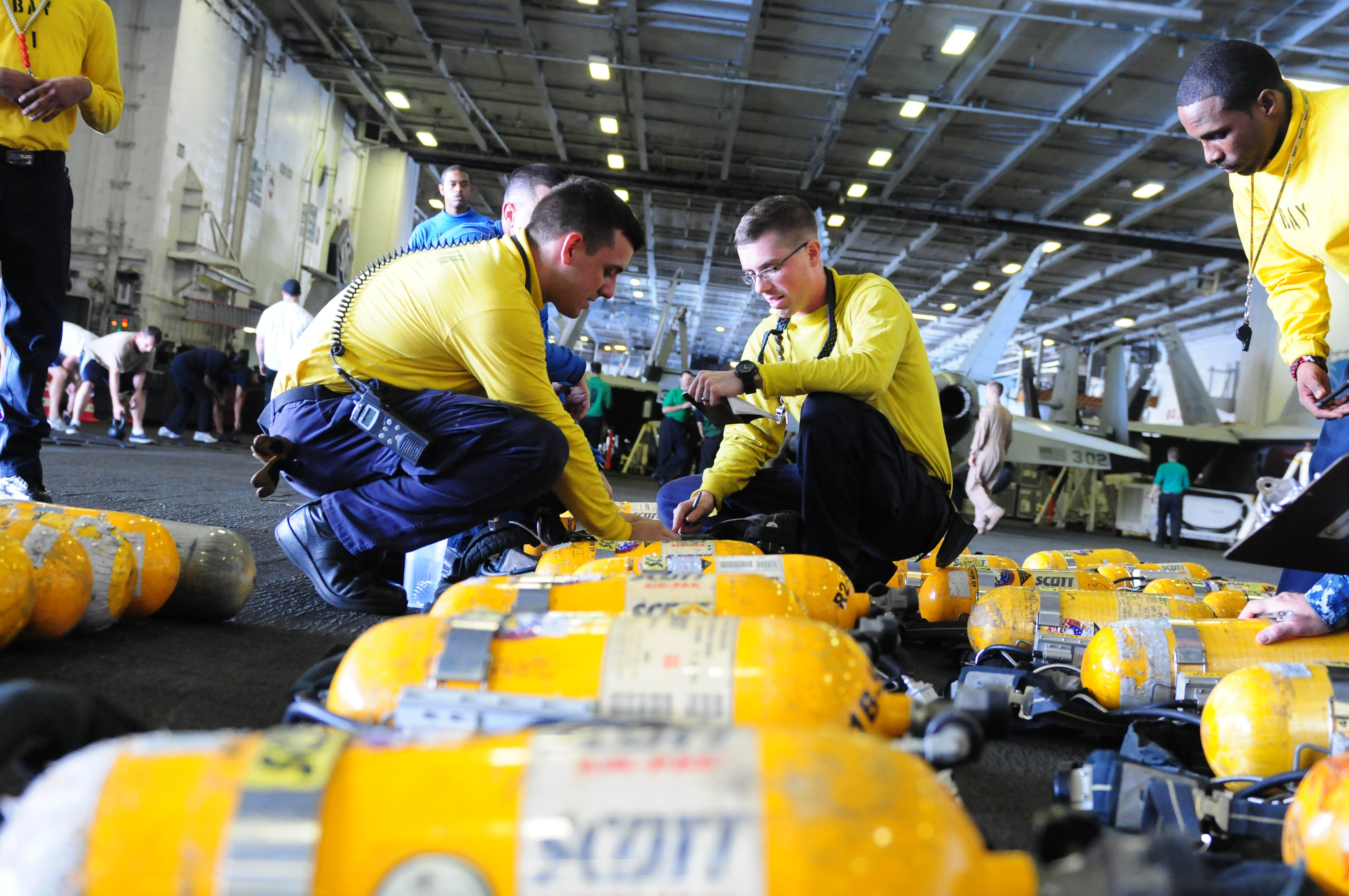
Моряки проверяют дыхательные аппараты в море.

Дыхательный газ — это смесь газообразных химических элементов и соединений, используемых для дыхания. Воздух — это наиболее распространённый и единственный естественный дыхательный газ. Но другие смеси газов или чистый кислород также используются в дыхательном оборудовании и замкнутых средах обитания, таких как акваланги, оборудовании для поверхностного дайвинга (surface supplied diving equipment), рекомпрессионные камеры, высотный альпинизм, подводные лодки, скафандры, космические корабли, медицинские оборудование для жизнеобеспечения и оказания первой помощи, а также анестезиологические аппараты.
Кислород является важным компонентом любого дыхательного газа при парциальном давлении от 0,16 до 1,60 бар при атмосферном давлении. Кислород обычно является единственным метаболически активным компонентом, если только газ не является анестезирующей смесью. Некоторая часть кислорода в дыхательном газе потребляется метаболическими процессами, а инертные компоненты остаются неизменными и служат в основном для разбавления кислорода до соответствующей концентрации и поэтому также известны как разбавляющие газы. Таким образом, большинство дыхательных газов — это смесь кислорода с одним или более инертными газами. Дыхательные газы для гипербарического использования были разработаны для улучшения характеристик обычного воздуха за счет снижения риска декомпрессионной болезни, сокращения продолжительности декомпрессии, уменьшения азотного отравления или обеспечения более безопасного глубоководного дайвинга.
Безопасный дыхательный газ для гипербарического применения обладает четырьмя основными характеристиками:
- Он должен содержать достаточное количество кислорода для поддержания жизни, сознания и скорости работы дышащего им[1][2][3].
- Он не должен содержать вредных примесей. Окись углерода и двуокись углерода являются обычными ядами, которые могут загрязнять дыхательные газы[1][2][3].
- Он не должен становиться токсичным при вдыхании под высоким давлением, например, под водой. Кислород и азот являются примерами газов, которые становятся токсичными под давлением[1][2][3].
- Он не должен быть слишком плотным для дыхания. Работа дыхания увеличивается с увеличением плотности и вязкости. Максимальная вентиляция снижается примерно на 50 %, когда плотность эквивалентна воздуху при 3 бар (30 msw), а уровни углекислого газа недопустимо повышаются при умеренной плотности газа, превышающей 6 г/литр. Плотность вдыхаемого газа 10 г/литр или более может вызвать неконтролируемую гиперкапнию даже при очень низких уровнях работы, что может привести к потенциально смертельным последствиям[4].

Методы, используемые для заполнения водолазных баллонов другими газами, кроме воздуха, называются смешиванием газов.
Дыхательные газы для использования при давлении окружающей среды ниже нормального атмосферного давления обычно представляют собой чистый кислород или воздух, обогащенный кислородом, чтобы обеспечить достаточное количество кислорода для поддержания жизни и сознания или для обеспечения более высоких уровней нагрузки, чем это было бы возможно при использовании воздуха. Обычно дополнительный кислород подается в виде чистого газа, добавляемого в дыхательный воздух при вдыхании, или через систему жизнеобеспечения.

## Для дайвинга и других видов гипербарических применений

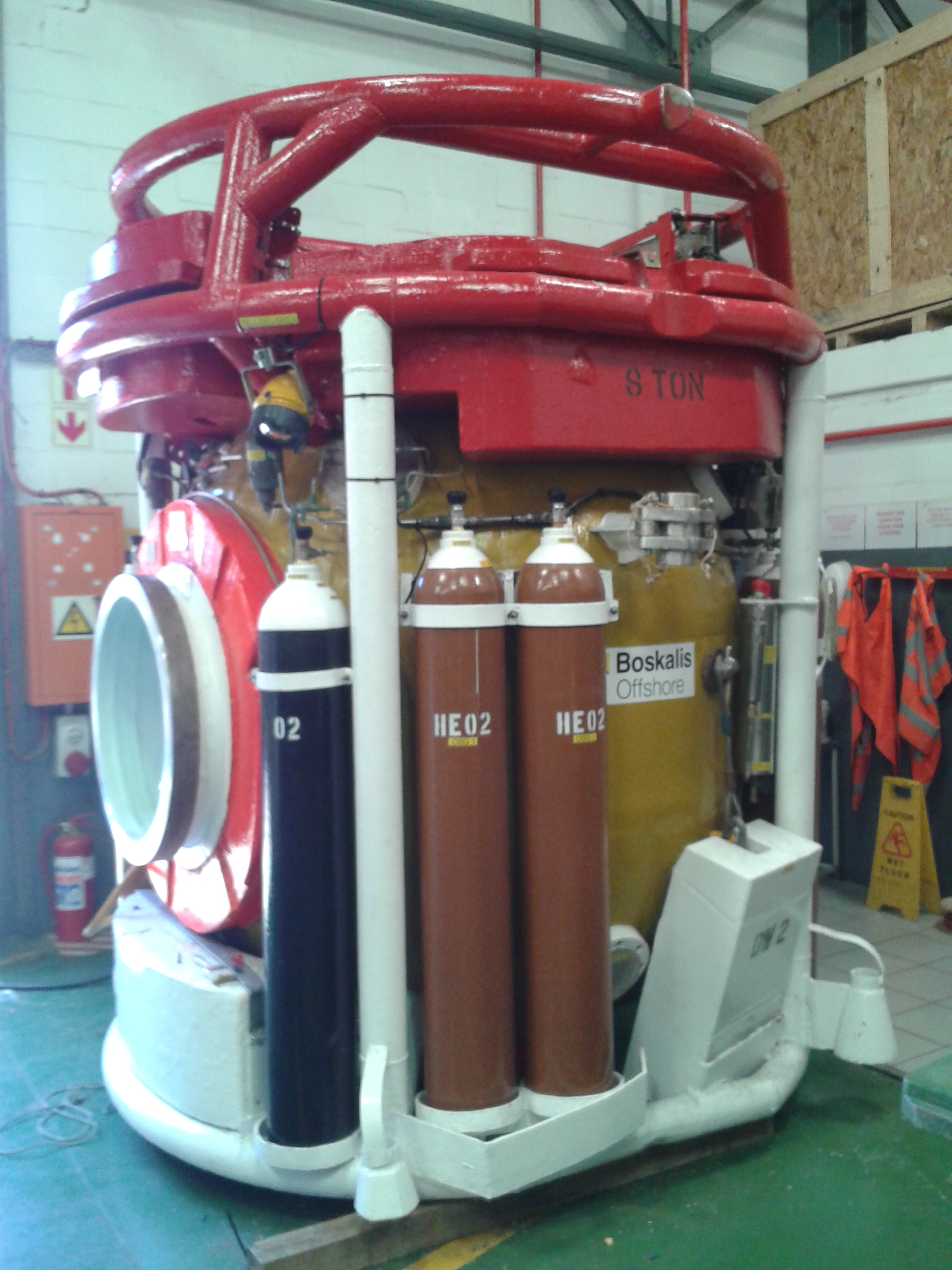
Закрытый водолазный колокол, используемый для погружения, с аварийными баллонами для подачи газа

Для дайвинга используются следующие распространенные газы для дыхания:
- Воздух представляет собой смесь из 21 % кислорода, 78 % азота и примерно 1 % других газовых примесей, в основном аргона; для упрощения расчетов последний 1 % обычно рассматривается как азот. Будучи дешевым и простым в использовании, это самый распространенный газ для дайвинга[1][2][3]. Поскольку его азотный компонент вызывает азотное отравление, считается, что для большинства дайверов безопасная глубина составляет около 40 метров (130 футов), хотя максимальная рабочая глубина воздуха при допустимом парциальном давлении кислорода 1,6 бар составляет 66,2 метра (218 футов)[1][3][7]. Дыхательная воздушная смесь — это воздух, соответствующий установленным стандартам по загрязнителям.
- Чистый кислород в основном используется для ускорения неглубоких остановок декомпрессии в конце военного, коммерческого или технического погружения. Риск острого кислородного отравления быстро возрастает при давлении более 0,6 бар (6 msw)[1][2][3][7]. Он широко использовался в дыхательных аппаратах водолазов и до сих пор используется боевыми пловцами[2][7][8][9].
- Нитрокс представляет собой смесь кислорода и воздуха и обычно относится к смесям, содержащим более 21 % кислорода. Его можно использовать в качестве инструмента для ускорения остановки декомпрессии в воде или для снижения риска декомпрессионной болезни и, таким образом, продления погружения (распространенное заблуждение заключается в том, что дайвер может погружаться глубже, это неверно из-за меньшей максимальной рабочей глубины, чем на обычном воздухе)[1][2][3][10].
- Тримикс представляет собой смесь кислорода, азота и гелия и часто используется на глубине в техническом и коммерческом дайвинге вместо воздуха, чтобы уменьшить азотное отравление и избежать опасности кислородного отравления[1][2][3].
- Гелиокс представляет собой смесь кислорода и гелия и часто используется в глубокой фазе коммерческого дайвинга для устранения азотного отравления[1][2][3][11].
- Гелиэйр — это форма тримикса, которая легко смешивается из гелия и воздуха без использования чистого кислорода. Он всегда имеет соотношение кислорода к азоту 21:79; остаток смеси — гелий[3][12].
- Гидрелиокс представляет собой смесь кислорода, гелия и водорода и используется для погружений ниже 130 метров в коммерческом дайвинге[1][3][11][13][14].
- Гидрокс, газовая смесь водорода и кислорода, используется в качестве дыхательного газа при очень глубоких погружениях[1][3][11][13][15].
- Neox (также называемый neonox) представляет собой смесь кислорода и неона, иногда используемую в глубоководных коммерческих погружениях. Применяется редко из-за своей стоимости. Кроме того, симптомы DCS, вызванные неоном («neox bends»), имеют плохую репутацию, поскольку, как широко сообщается, они более серьезны, чем симптомы, вызванные аналогичным смешиванием кислорода с гелием[1][3][11][16].

| Газ                                             | Символ   | Типичные цвета плеч | Плечо баллона                                  | Четырехугольная верхняя рама/ конец клапана рамы                           |
| ----------------------------------------------- | -------- | --- | ---------------------------------------------- | -------------------------------------------------------------------------- |
| Медицинский кислород                            | O2       | Illustration of cylinder shoulder painted white for medical oxygen | Белый                                          | Белый                                                                      |
| Смеси кислорода и гелия (Heliox)                | O2/He    | Illustration of cylinder shoulder painted in brown and white quarters · Illustration of cylinder shoulder painted in brown (lower and white (upper) bands                                                                                         | Коричневый и белый четверти или полосы         | Коричневые и белые короткие (8 дюймов (20 см)) чередующиеся полосы         |
| Смеси кислорода, гелия и азота (Trimix)         | O2/He/N2 | Illustration of cylinder shoulder painted in brown, black and white sixths for a mixture of helium, nitrogen and oxygen. · Illustration of cylinder shoulder painted in brown, black and white bands for a mixture of helium, nitrogen and oxygen | Черный, белый и коричневый четверти или полосы | Черные, белые и коричневые короткие (8 дюймов (20 см)) чередующиеся полосы |
| Смеси кислорода и азота (Nitrox) включая воздух | N2/O2    | Illustration of cylinder shoulder painted in black and white quarters for a mixture of oxygen and nitrogen. · Illustration of cylinder shoulder painted in black (lower) and white (upper) bands for a mixture of oxygen and nitrogen.            | Черные и белые четверти или полосы             | Черные и белые короткие (8 дюймов (20 см)) чередующиеся полосы             |

### Воздух для дыхания
Воздух для дыхания — это атмосферный воздух со стандартом чистоты, подходящим для дыхания человека в указанном применении. При гипербарическом применении парциальное давление загрязняющих веществ увеличивается пропорционально абсолютному давлению и должно быть ограничено безопасным составом для глубины или диапазона давления, в котором оно должно использоваться.

### Классификация по доле кислорода
Дыхательные газы для дайвинга классифицируются по доле кислорода. Границы, установленные властями, могут незначительно отличаться, поскольку последствия постепенно меняются в зависимости от концентрации и организмов людей и не являются точно предсказуемыми.
Нормоксическийгде содержание кислорода не сильно отличается от его содержания в воздухе и обеспечивает непрерывное безопасное использование при атмосферном давлении.
Гипероксический, или обогащенный кислородомгде содержание кислорода превышает атмосферный уровень, как правило, до уровня, при котором наблюдается некоторый измеримый физиологический эффект при длительном использовании, и иногда требуются специальные процедуры обращения из-за повышенной пожарной опасности. Сопутствующими рисками являются токсичность кислорода на глубине и пожар, особенно в дыхательном аппарате.
Гипоксическийгде содержание кислорода меньше, чем в воздухе, как правило, в той мере, в какой существует значительный риск измеримого физиологического эффекта в краткосрочной перспективе. Непосредственным риском обычно является потеря трудоспособности из-за гипоксии на поверхности или вблизи нее.

### Отдельные компоненты газов
Дыхательные газы для дайвинга смешиваются из небольшого количества газов-компонентов, которые придают смеси особые характеристики, недоступные для атмосферного воздуха.

#### Кислород
Кислород (O2) должен присутствовать в каждой дыхательной смеси. Это связано с тем, что он необходим для метаболического процесса человеческого организма, который поддерживает жизнь. Человеческий организм не может накапливать кислород для последующего использования, как это происходит с пищей. Если организм лишается кислорода более чем на несколько минут, это приводит к потере сознания и смерти. Ткани и органы в организме (особенно сердце и мозг) повреждаются, если они лишены кислорода в течение более чем четырёх минут.
Заполнение водолазного баллона чистым кислородом обходится примерно в пять раз дороже, чем заполнение его сжатым воздухом. Поскольку кислород поддерживает горение и вызывает ржавчину в водолазных баллонах, с ним следует обращаться с осторожностью, особенно при смешивании газов.
Кислород исторически получался путем фракционной перегонки жидкого воздуха, но все чаще его получают с помощью некриогенных технологий, таких как адсорбция с переменным давлением (PSA) и адсорбция с переменным вакуумом (VSA).
Доля кислородного компонента дыхательной газовой смеси иногда используется при наименовании смеси:
- гипоксические смеси, строго говоря, содержат менее 21 % кислорода, хотя часто используется граница в 16 %, и предназначены только для дыхания на глубине в качестве «донного газа», где более высокое давление увеличивает парциальное давление кислорода до безопасного уровня[1][2][3]. Trimix, Heliox и Heliair — это газовые смеси, обычно используемые для гипоксических смесей и используемые в профессиональном и техническом дайвинге в качестве газов для глубокого дыхания[1][3].
- нормоксические смеси содержат ту же долю кислорода, что и воздух, 21 %[1][3]. Максимальная рабочая глубина нормоксической смеси может достигать всего 47 метров (155 футов). Trimix с содержанием кислорода от 17 % до 21 % часто описывается как нормоксический, потому что он содержит достаточно высокую долю кислорода, чтобы можно было безопасно дышать на поверхности.
- гипероксические смеси содержат более 21 % кислорода. Обогащенный воздухом Nitrox (EANx) является типичной гипероксической дыхательной смесью[1][3][10]. Гипероксические смеси по сравнению с воздухом вызывают кислородное отравление на небольших глубинах, но могут использоваться для сокращения декомпрессионных остановок за счет более быстрого вывода растворенных инертных газов из организма[7][10].

Доля кислорода определяет наибольшую глубину, на которой можно безопасно использовать смесь, чтобы избежать кислородного отравления. Эта глубина называется максимальной рабочей глубиной.
Концентрация кислорода в газовой смеси зависит от доли и давления смеси. Он выражается парциальным давлением кислорода (PO2).
Парциальное давление любого компонента газа в смеси рассчитывается как:
парциальное давление = общее абсолютное давление × объемная доля газового компонента
Для кислородного компонента,
PO2 = P × FO2
где:
PO2 = парциальное давление кислорода
P = общее давление
FO2 = объемная доля содержания кислорода
Минимальное безопасное парциальное давление кислорода в дыхательной смеси обычно составляет 16 кПа (0,16 бар). Ниже этого парциального давления дайвер может подвергнуться риску потери сознания и смерти из-за гипоксии, в зависимости от факторов, включая индивидуальную физиологию и уровень нагрузки. Когда гипоксическая смесь вдыхается на мелководье, она может иметь недостаточно высокий уровень PO2, чтобы дайвер находился в сознании. По этой причине нормоксические или гипероксические «транспортные смеси» используются на средней глубине между фазами погружения «дно» и «декомпрессия».
Максимально безопасное содержание PO2 в дыхательной смеси зависит от времени воздействия, уровня физической нагрузки и безопасности используемого дыхательного оборудования. Обычно оно составляет от 100 кПа (1 бар) до 160 кПа (1,6 бар); для погружений продолжительностью менее трёх часов обычно считается 140 кПа (1,4 бар), хотя известно, что ВМС США разрешают погружения с PO2 до 180 кПа (1,8 бар). При высоком уровне PO2 или более длительном воздействии дайвер рискует отравиться кислородом, что может привести к судорогам. Каждая дыхательная смесь имеет максимальную рабочую глубину, которая определяется содержанием в ней кислорода. Для терапевтической рекомпрессии и гипербарической оксигенотерапии обычно используется парциальное давление 2,8 бар, но нет риска утонуть, если человек внезапно теряет сознание. Для более длительных периодов, например, при погружении с насыщением, давление 0,4 бар может выдерживаться в течение нескольких недель.
Анализаторы кислорода используются для измерения парциального давления кислорода в газовой смеси.
Divox предназначен для дыхания кислородом, пригодным для использования в дайвинге. В Нидерландах чистый кислород для дыхания считается лечебным, в отличие от промышленного кислорода, который используется при сварке, и доступен только по рецепту врача. Индустрия дайвинга зарегистрировала Divox в качестве товарного знака для кислорода для дыхания, чтобы обойти строгие правила, касающиеся медицинского кислорода, что упростило аквалангистам получение кислорода для смешивания дыхательного газа.
В большинстве стран нет разницы в чистоте медицинского кислорода и промышленного кислорода, поскольку они производятся одними и теми же методами и производителями, но имеют разную маркировку и наполнение. Главное различие между ними заключается в том, что для медицинского кислорода след учета гораздо более обширен, чтобы легче было идентифицировать точный след производства «партии» или партии кислорода в случае обнаружения проблем с его чистотой. Кислород авиационного класса похож на медицинский кислород, но может иметь более низкое содержание влаги.

#### Азот
Азот (N2) является двухатомным газом и основным компонентом воздуха, самой дешёвой и наиболее распространённой дыхательной газовой смеси, используемой для дайвинга. Он вызывает азотное отравление у дайвера, поэтому его использование ограничено более мелкими погружениями. Азот может вызвать декомпрессионную болезнь.
Эквивалентная воздушная глубина используется для оценки требований к декомпрессии смеси нитрокса (кислород/азот). Эквивалентная наркотическая глубина используется для оценки наркотической активности тримикса (смесь кислорода/гелия/азота). Многие дайверы считают, что уровень наркоза, вызванный погружением на 30 м (100 футов) при дыхании воздухом, является комфортным максимумом.
Азот в газовой смеси почти всегда получается путем добавления воздуха в смесь.

#### Гелий
Гелий (He) — это инертный газ, который менее наркотичен, чем азот при эквивалентном давлении (на самом деле нет никаких доказательств какого-либо наркоза от гелия), и он имеет гораздо меньшую плотность, поэтому подходит больше для более глубоких погружений, чем азот. Гелий в равной степени способен вызывать декомпрессионную болезнь. При высоком давлении гелий также вызывает нервный синдром высокого давления, который представляет собой синдром раздражения центральной нервной системы, который в некотором роде противоположен наркозу.
Заполнение гелиевой смесью стоит значительно дороже, чем заполнение воздухом из-за стоимости гелия и стоимости смешивания и сжатия смеси.
Гелий не подходит для надувания сухого костюма из-за его плохих теплоизоляционных свойств — по сравнению с воздухом, который считается хорошим изолятором, гелий обладает в шесть раз большей теплопроводностью. Низкая молекулярная масса гелия (молекулярная масса одноатомного гелия = 4 по сравнению с молекулярной массой двухатомного азота = 28) увеличивает тембр голоса дышащего, что может затруднять общение. Это связано с тем, что скорость звука выше в газе с более низким молекулярным весом, что увеличивает резонансную частоту голосовых связок. Утечка гелия из поврежденных или неисправных клапанов происходит быстрее, чем у других газов, поскольку атомы гелия меньше по размеру, что позволяет им проходить через меньшие зазоры в уплотнениях.
Гелий в значительных количествах содержится только в природном газе, из которого он извлекается при низких температурах путем фракционной перегонки.

#### Неон
Неон (Ne) — это инертный газ, иногда используемый в глубоководных коммерческих погружениях, но очень дорогой. Как и гелий, он менее наркотичен, чем азот, но, в отличие от гелия, он не искажает голос дайвера. По сравнению с гелием неон обладает превосходными теплоизоляционными свойствами.

#### Водород
Водород (H2) использовался в смесях газов для глубоководных погружений, но он очень взрывоопасен при смешивании с более чем 4-5 % кислорода (например, с кислородом, содержащимся в дыхательной газовой смеси). Это ограничивает использование водорода для глубоких погружений и накладывает сложные протоколы для обеспечения того, чтобы избыток кислорода удалялся из дыхательного оборудования до того, как начнется вдыхание водорода. Подобно гелию, он повышает тембр голоса дайвера. Смесь водорода и кислорода при использовании в качестве газа для дайвинга иногда называют Hydrox. Смеси, содержащие в качестве разбавителей как водород, так и гелий, называются Hydreliox.

### Нежелательные компоненты дыхательных газовых смесей для дайвинга
Многие газы не подходят для использования в дыхательных газовых смесях для дайвинга. Вот неполный список газов, обычно присутствующих в среде для дайвинга:

#### Аргон
Аргон (Ar) — это инертный газ, который является более наркотическим, чем азот, поэтому обычно не подходит в качестве дыхательной газовой смеси для дайвинга. Аргокс используется для исследования декомпрессии. Он иногда используется для надувания сухого костюма водолазами, у которых в качестве основной дыхательной газовой смеси используется гелий, из-за хороших теплоизоляционных свойств аргона. Аргон дороже воздуха или кислорода, но значительно дешевле гелия. Аргон является компонентом природного воздуха и составляет 0,934 % от объема атмосферы Земли.

#### Диоксид углерода
Углекислый газ (CO2) образуется в результате обмена веществ в организме человека и может вызвать отравление углекислым газом. Когда дыхательная газовая смесь рециркулирует в ребризере или системе жизнеобеспечения, углекислый газ удаляется скрубберами перед повторным использованием газа.

#### Монооксид углерода
Монооксид углерода (CO) — это высокотоксичный газ, который конкурирует с двуокисью углерода за связывание с гемоглобином, тем самым препятствуя переносу кислорода кровью (см. Отравление угарным газом). Обычно он образуется в результате неполного сгорания. Четырьмя распространенными источниками являются:
- Выхлопные газы двигателя внутреннего сгорания, содержащие CO в воздухе, втягиваются в воздушный компрессор для дайвинга. CO во всасываемом воздухе не может быть остановлен никаким фильтром. Выхлопные газы всех двигателей внутреннего сгорания, работающих на нефтяном топливе, содержат некоторое количество CO, и это является особой проблемой на лодках, где впуск компрессора нельзя произвольно перемещать на желаемое расстояние от выхлопных газов двигателя и компрессора.
- Нагрев смазочных материалов внутри компрессора может привести к их испарению в достаточной степени, чтобы они были доступны для впускной системы компрессора.
- В некоторых случаях углеводородное смазочное масло может быть втянуто в цилиндр компрессора непосредственно через поврежденные или изношенные уплотнения, и масло может (и обычно будет) затем сгорать, воспламеняясь из-за огромной степени сжатия и последующего повышения температуры. Поскольку тяжелые масла плохо горят, особенно при неправильном распылении, неполное сгорание приведет к образованию монооксида углерода.
- Подобный процесс потенциально может произойти с любым твердым материалом, содержащим «органические» (углеродсодержащие) вещества, особенно в баллонах, которые используются для гипероксических газовых смесей. При выходе из строя воздушного фильтра(ов) компрессора в цилиндр попадет обычная пыль, которая содержит органические вещества (так как обычно содержит гумус). Более серьезная опасность заключается в том, что частицы воздуха на лодках и в промышленных зонах, где заполняются баллоны, часто содержат продукты сгорания в виде частиц углерода (именно они делают грязную тряпку черной), и они представляют более серьезную опасность при попадании в баллон.

Монооксида углерода обычно избегают, насколько это практически возможно, за счет расположения воздухозаборника в незагрязненном воздухе, фильтрации твердых частиц из всасываемого воздуха, использования подходящей конструкции компрессора и соответствующих смазочных материалов и обеспечения того, чтобы рабочие температуры не были чрезмерными. Если остаточный риск чрезмерен, в фильтре высокого давления можно использовать гопкалитный катализатор для преобразования монооксида углерода в диоксид углерода, который гораздо менее токсичен.

#### Углеводороды
Углеводороды (CxHy) присутствуют в компрессорных смазочных материалах и топливе. Они могут попасть в водолазные баллоны в результате загрязнения, утечек или из-за неполного сгорания вблизи воздухозаборника.
- Они могут выступать в качестве топлива при горении, повышая риск взрыва, особенно в газовых смесях с высоким содержанием кислорода.
- Вдыхание масляного тумана может повредить лёгкие и в конечном итоге привести к дегенерации легких с тяжелой липидной пневмонией[34] или эмфиземой.

### Содержание влаги
Во время процесса сжатия газа в водолазном баллоне удаляется влага из газа. Это хорошо для предотвращения коррозии в баллоне, но означает, что дайвер будет вдыхать очень сухой газ. Сухой газ извлекает влагу из легких дайвера, находящегося под водой, способствуя обезвоживанию организма, которое также считается предрасполагающим фактором риска декомпрессионной болезни. Это доставляет неудобство из-за сухости во рту и горле, и вызывая жажду у дайвера. Эта проблема снижается в ребризерах, потому что реакция натронной извести, которая удаляет углекислый газ, также возвращает влагу в дыхательную газовую смесь, а относительная влажность и температура выдыхаемого газа относительно высоки, и из-за повторного дыхания возникает кумулятивный эффект. В жарком климате погружение с открытым контуром может ускорить тепловое истощение из-за обезвоживания. Другая проблема, связанная с содержанием влаги, заключается в склонности влаги к конденсации при понижении давления газа при прохождении через регулятор; это в сочетании с резким снижением температуры, в том числе из-за декомпрессии, может привести к затвердеванию влаги в виде льда. Обледенение регулятора может привести к заклиниванию движущихся частей и выходу регулятора из строя.
Это является одной из причин того, что регуляторы акваланга обычно изготавливаются из латуни и хромируются (для защиты). Латунь, обладающая хорошими теплопроводными свойствами, быстро отводит тепло от окружающей воды к холодному, только что сжатому воздуху, помогая предотвратить обледенение.

### Газовый анализ
Газовые смеси, как правило, должны анализироваться либо в процессе, либо после смешивания для контроля качества. Это особенно важно для дыхательных газовых смесей, ошибки в которых могут повлиять на здоровье и безопасность конечного пользователя. Большинство газов, которые могут присутствовать в водолазных баллонах, трудно обнаружить, потому что они не имеют цвета, запаха и вкуса. Для некоторых газов существуют электронные датчики, такие как анализаторы кислорода, анализаторы гелия, детекторы угарного газа и детекторы углекислого газа. Анализаторы кислорода обычно находятся под водой в ребризерах. Анализаторы кислорода и гелия часто используются на поверхности во время смешивания газов для определения процентного содержания кислорода или гелия в смеси дыхательных газов. Химические и другие методы обнаружения газов не часто используются при любительском дайвинге, но используются для периодической проверки качества сжатого воздуха для дыхания от воздушных компрессоров для дайвинга.

### Стандарты дыхательных газовых смесей
Стандарты качества дыхательных газовых смесей публикуются национальными и международными организациями и могут применяться в соответствии с законодательством. В Великобритании Управление здравоохранения и безопасности указывает, что требования к дыхательным газовым смесям для дайверов основаны на стандарте BS EN 12021:2014.
Технические характеристики перечислены для воздуха, совместимого с кислородом, смесей нитрокса, полученных путем добавления кислорода, удаления азота или смешивания азота и кислорода, смесей гелия и кислорода (heliox), смесей гелия, азота и кислорода (trimix) и чистого кислорода, как для систем с открытым контуром, так и для систем регенерации, а также для подачи высокого и низкого давления (выше и ниже 40 бар).
Содержание кислорода варьируется в зависимости от рабочей глубины, но допуск зависит от диапазона доли газа, составляя ±0,25 % для доли кислорода ниже 10 % по объему, ±0,5 % для доли от 10 % до 20 % и ±1 % для доли более 20 %.
Содержание воды ограничено рисками обледенения регулирующих клапанов и коррозии защитных поверхностей — более высокая влажность не является физиологической проблемой — и, как правило, является фактором точки росы.
Другими указанными загрязнителями являются диоксид углерода, монооксид углерода, нефть и летучие углеводороды, которые ограничены токсическим воздействием. Другие возможные загрязняющие вещества должны быть проанализированы на основе оценки риска, и требуемая частота тестирования на наличие загрязняющих веществ также основана на оценке риска.
В Австралии качество воздуха для дыхания определяется австралийским стандартом 2299.1, раздел 3.13 «Качество дыхательной газовой смеси».

### Смешивание дыхательных газовых смесей

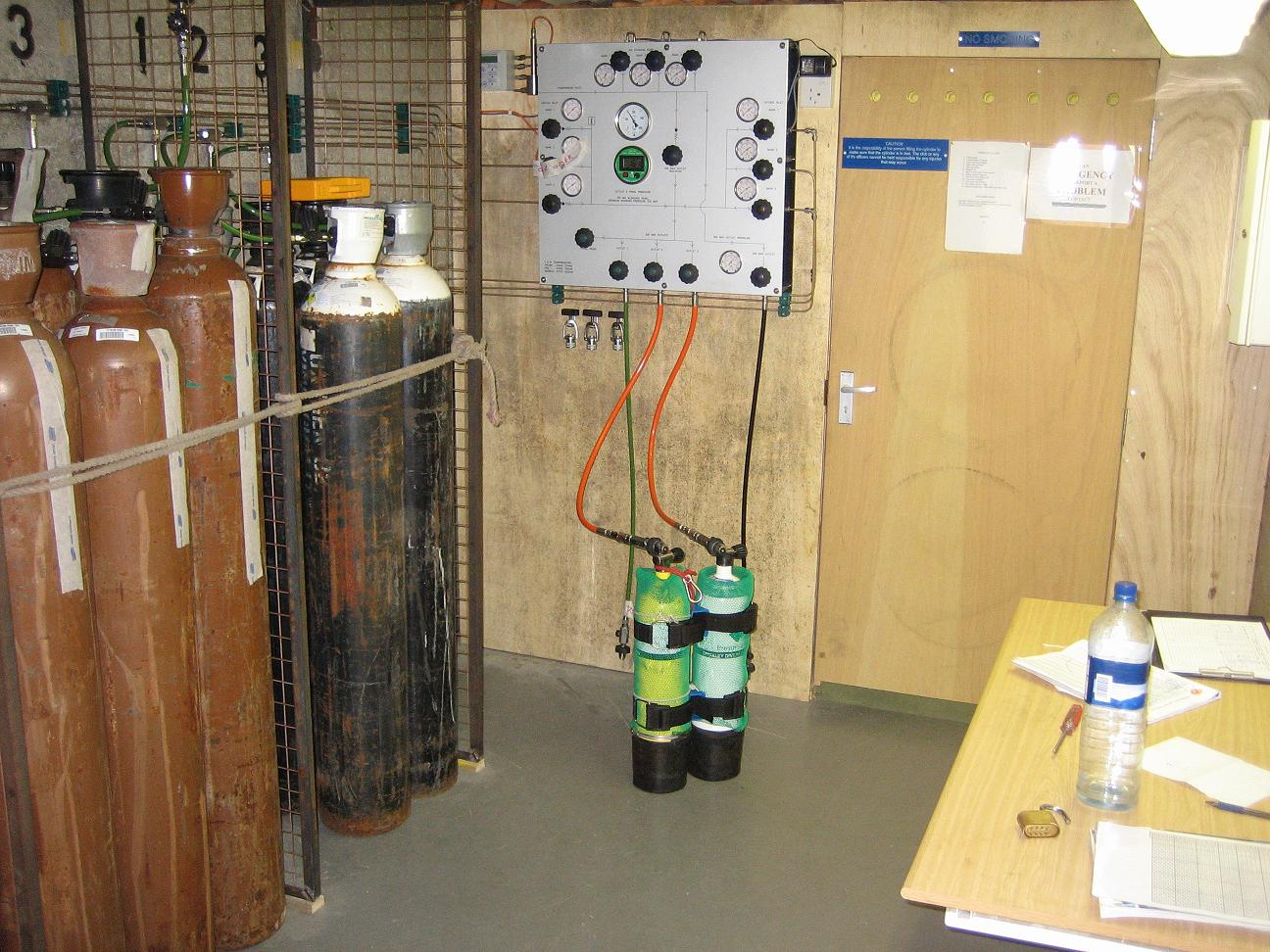
Система смешивания газов с парциальным давлением воздуха, кислорода и гелия

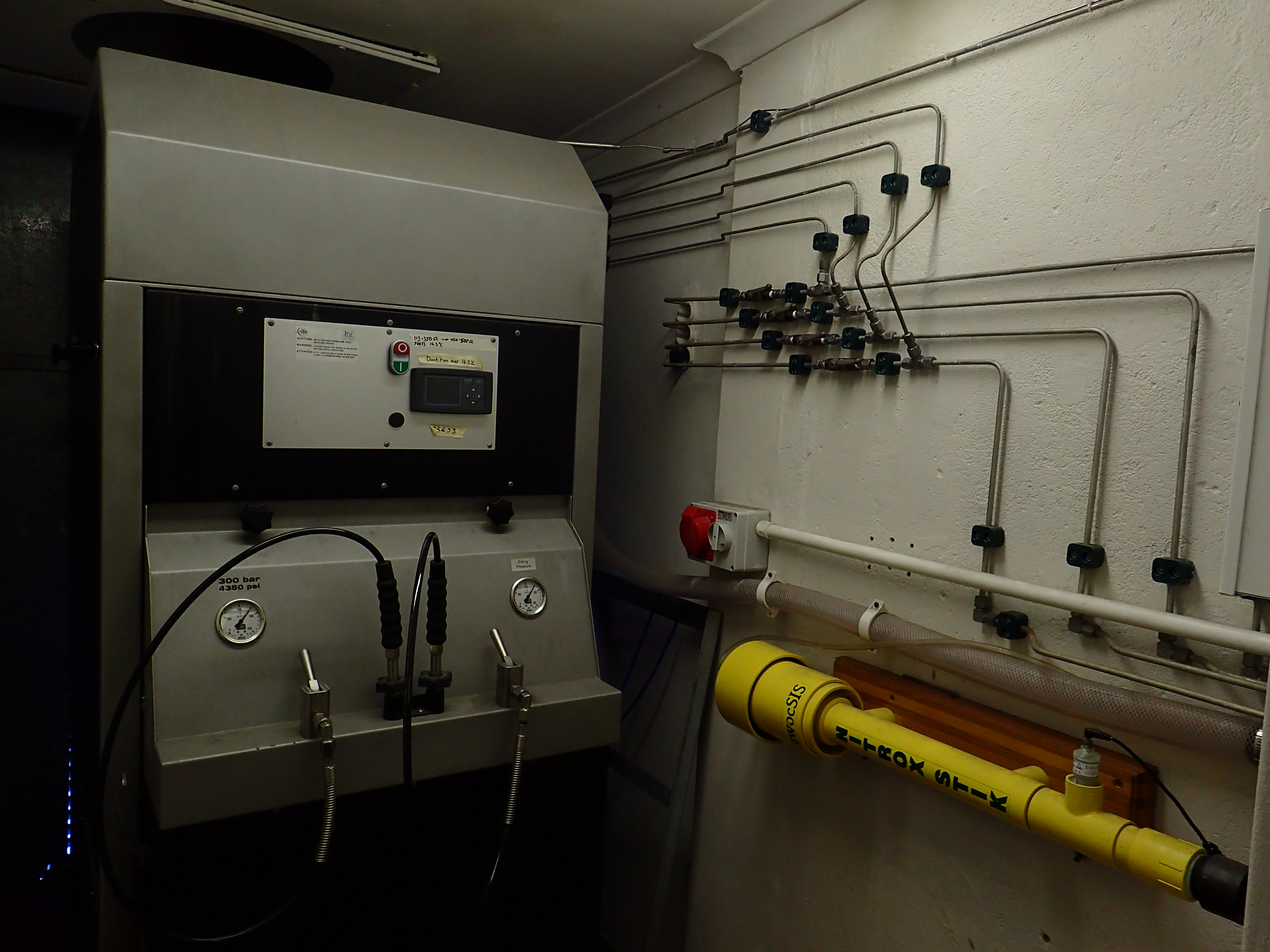
Компрессорная установка непрерывного смешивания нитрокса

Смешивание газов дыхательных газовых смесей для дайвинга — это заполнение газовых баллонов газами, не содержащими воздуха в дыхательных газовых смесях.
Заполнение баллонов смесью газов представляет опасность как для заправляющего, так и для дайвера. Во время заполнения существует риск возгорания из-за использования кислорода и риск взрыва из-за использования газов под высоким давлением. Состав смеси должен быть безопасным для глубины и продолжительности планируемого погружения. Если концентрация кислорода слишком низкая, дайвер может потерять сознание из-за гипоксии, а если слишком высокая — дайвер может пострадать от кислородного отравления. Концентрация инертных газов, таких как азот и гелий, планируется и проверяется, чтобы избежать азотного отравления и декомпрессионной болезни.
Используемые методы включают периодическое смешивание парциальным давлением или массовой долей, а также процессы непрерывного смешивания. Готовые смеси анализируются на предмет состава для обеспечения безопасности пользователя. В соответствии с законодательством газовые смесители могут потребоваться для подтверждения компетентности при заполнении для других лиц.

### Плотность
Чрезмерная плотность дыхательного газа может повысить работу дыхания до невыносимого уровня и может привести к задержке углекислого газа при более низких плотностях. Гелий используется в качестве компонента для уменьшения плотности, а также для уменьшения наркоза на глубине. Как и парциальное давление, плотность смеси газов пропорциональна объемной доле составляющих газов и абсолютному давлению. Законы идеального газа достаточно точны для газов при вдыхаемом давлении.
Плотность газовой смеси при заданной температуре и давлении можно рассчитать как:
ρm = (ρ1 V1 + ρ2 V2 + .. + ρn Vn) / (V1 + V2 + … + Vn)
где
ρm = плотность газовой смеси
ρ1 … ρn = плотность каждого из компонентов
V1 … Vn = частичный объем каждого из составляющих газов
Поскольку газовая доля Fi (объемная доля) каждого газа может быть выражена как Vi / (V1 + V2 + … + Vn)
путем замены,
ρm = (ρ1 F1 + ρ2 F2 + .. + ρn Fn)

## Гипобарические дыхательные газовые смеси

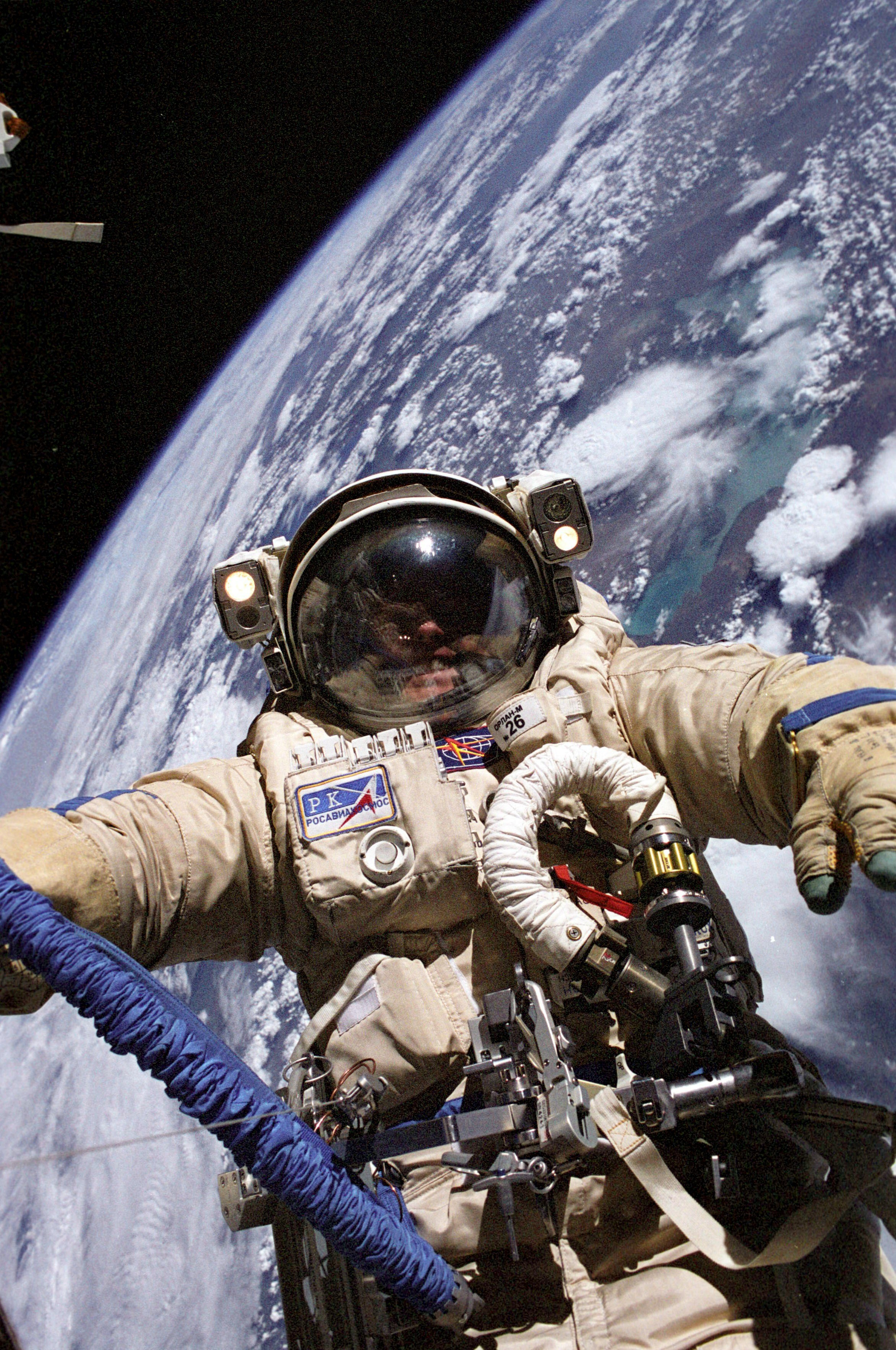
Астронавт в скафандре Орлан, у Международной космической станции

Дыхательные газовые смеси для использования при пониженном давлении окружающей среды используются для полетов на большой высоте в негерметичных самолётах, в космических полётах, особенно в скафандрах и для альпинизма на большой высоте. Во всех этих случаях главное внимание уделяется обеспечению адекватного парциального давления кислорода. В некоторых случаях в дыхательную газовую смесь добавляется кислород для достижения достаточной концентрации, а в других случаях дыхательная газовая смесь может состоять целиком из чистого или почти чистого кислорода. Системы замкнутого контура могут использоваться для экономии дыхательной газовой смеси, которая может быть в ограниченном количестве — в случае альпинизма пользователь должен иметь при себе дополнительный кислород, а в космическом полёте стоимость подъёма массы на орбиту очень высока.

## Медицинские дыхательные газовые смеси
Использование в медицине дыхательных газовых смесей, отличающихся от воздуха, включает в себя кислородную терапию и анестезию.

### Кислородная терапия

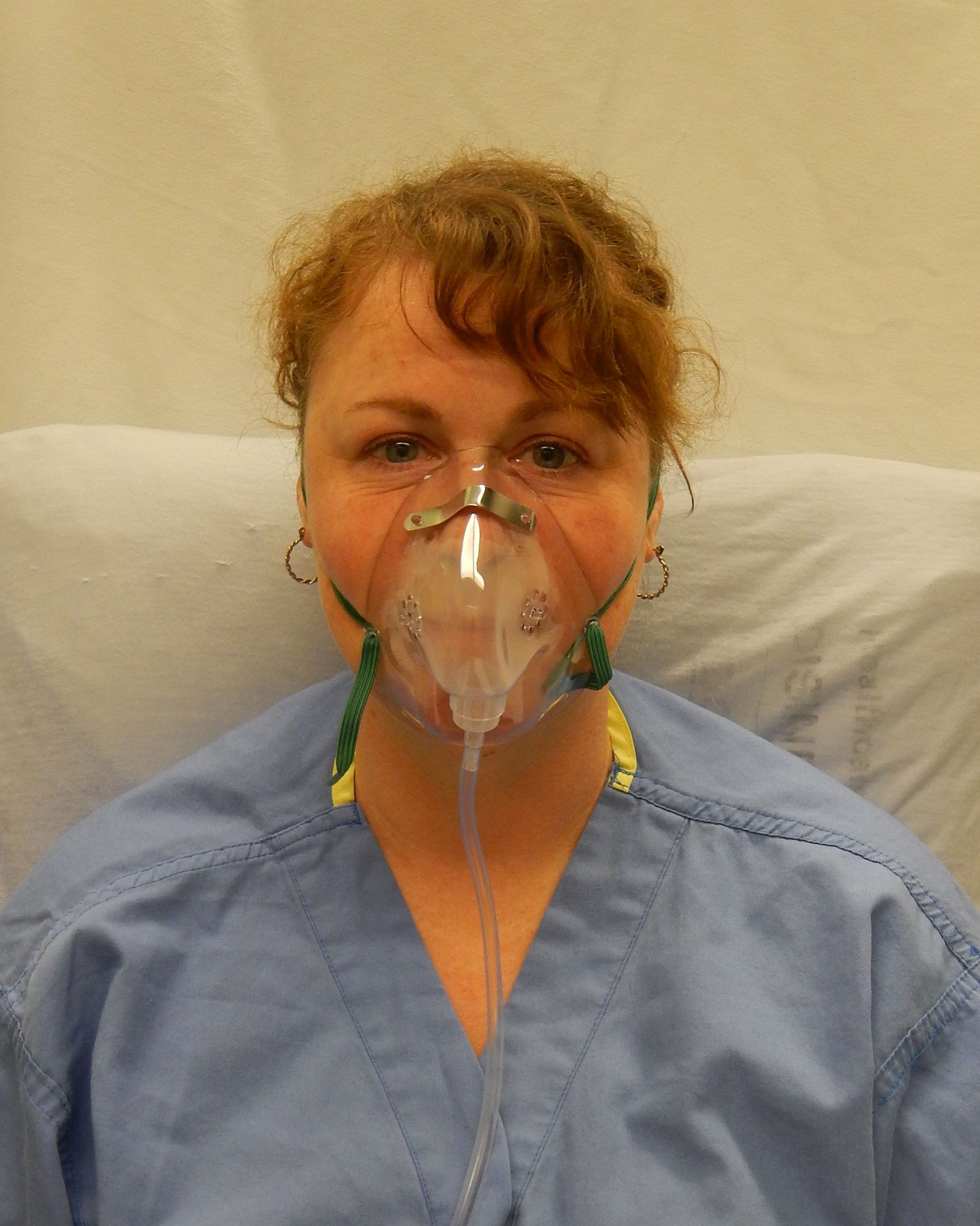
Человек в простой маске для кислородной терапии

Кислород необходим людям для нормального метаболизма клеток. Воздух обычно содержит 21 % кислорода по объему. Обычно этого достаточно, но в некоторых случаях поступление кислорода к тканям нарушается.

#### Определение и медицинское использование
Кислородная терапия, также известная как дополнительный кислород, — это использование кислорода в качестве лечебного средства. Это может включать в себя низкий уровень кислорода в крови, отравление угарным газом, кластерные головные боли и поддержание достаточного количества кислорода во время введения ингаляционных анестетиков.. Длительная кислородная терапия часто полезна людям с хронически низким содержанием кислорода, таким как болеющими тяжёлой COPD или муковисцидозом. Кислород можно вводить разными способами, включая назальную канюлю, респиратор и внутри барокамеры.

#### Побочные эффекты и механизм
Высокие концентрации кислорода могут вызвать кислородное отравление, такое как повреждение легких, или привести к дыхательной недостаточности у предрасположенных людей. Он также может высушить нос и увеличить риск возгорания у курящих. Рекомендуемая целевая насыщенность кислородом зависит от состояния, которое лечится. В большинстве случаев рекомендуется насыщение 94-98 %, в то время как для тех, кто подвержен риску удержания углекислого газа, предпочтительнее насыщение на уровне 88-92 %, а при токсичности монооксида углерода или остановке сердца насыщение должно быть как можно более высоким.

#### История и культура
Использование кислорода в медицине стало обычным явлением примерно с 1917 года. Он входит в Список основных лекарственных средств ВОЗ, наиболее безопасных и эффективных лекарств, необходимых в системе здравоохранения. Стоимость домашнего кислорода составляет около US$150 в месяц в Бразилии и US$400 в месяц в США. Домашний кислород может быть обеспечен либо кислородными баллонами, либо кислородным концентратором. Считается, что кислород является наиболее распространенным методом лечения, применяемым в больницах в развитых странах мира.

### Анестезирующие газы

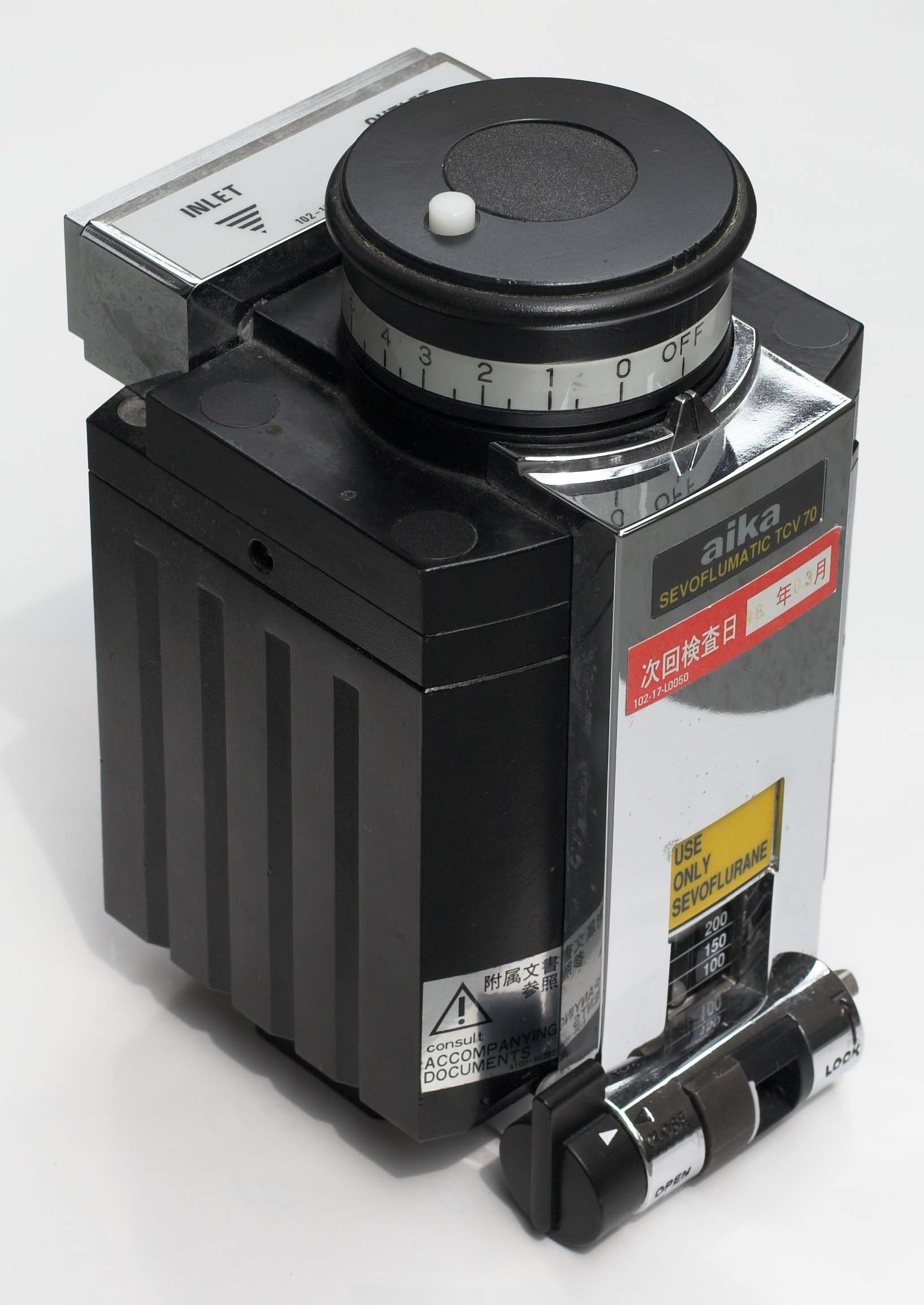
Испаритель содержит жидкий анестетик и превращает его в газ для ингаляции (в данном случае севофлуран)

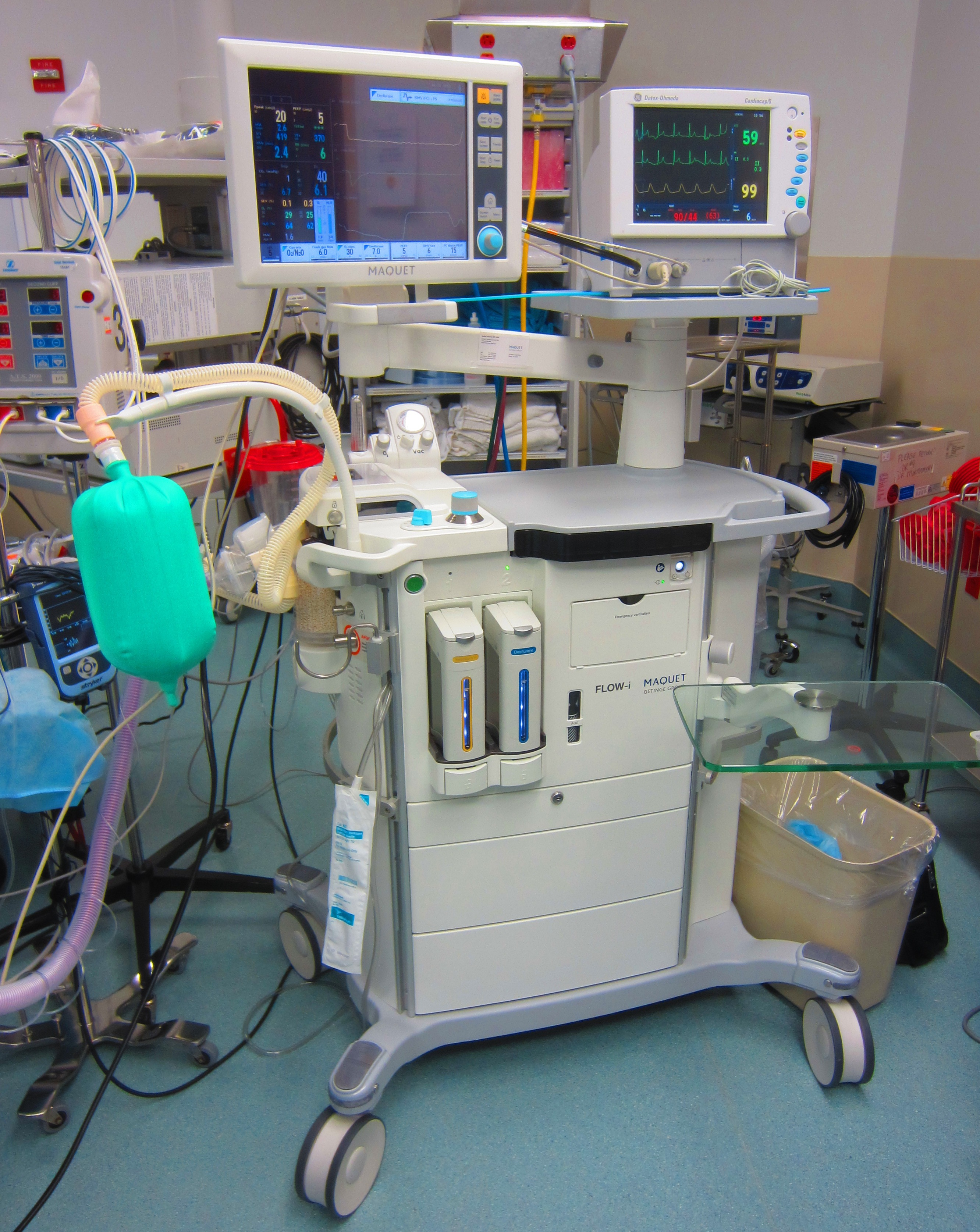
Анестезиологический аппарат

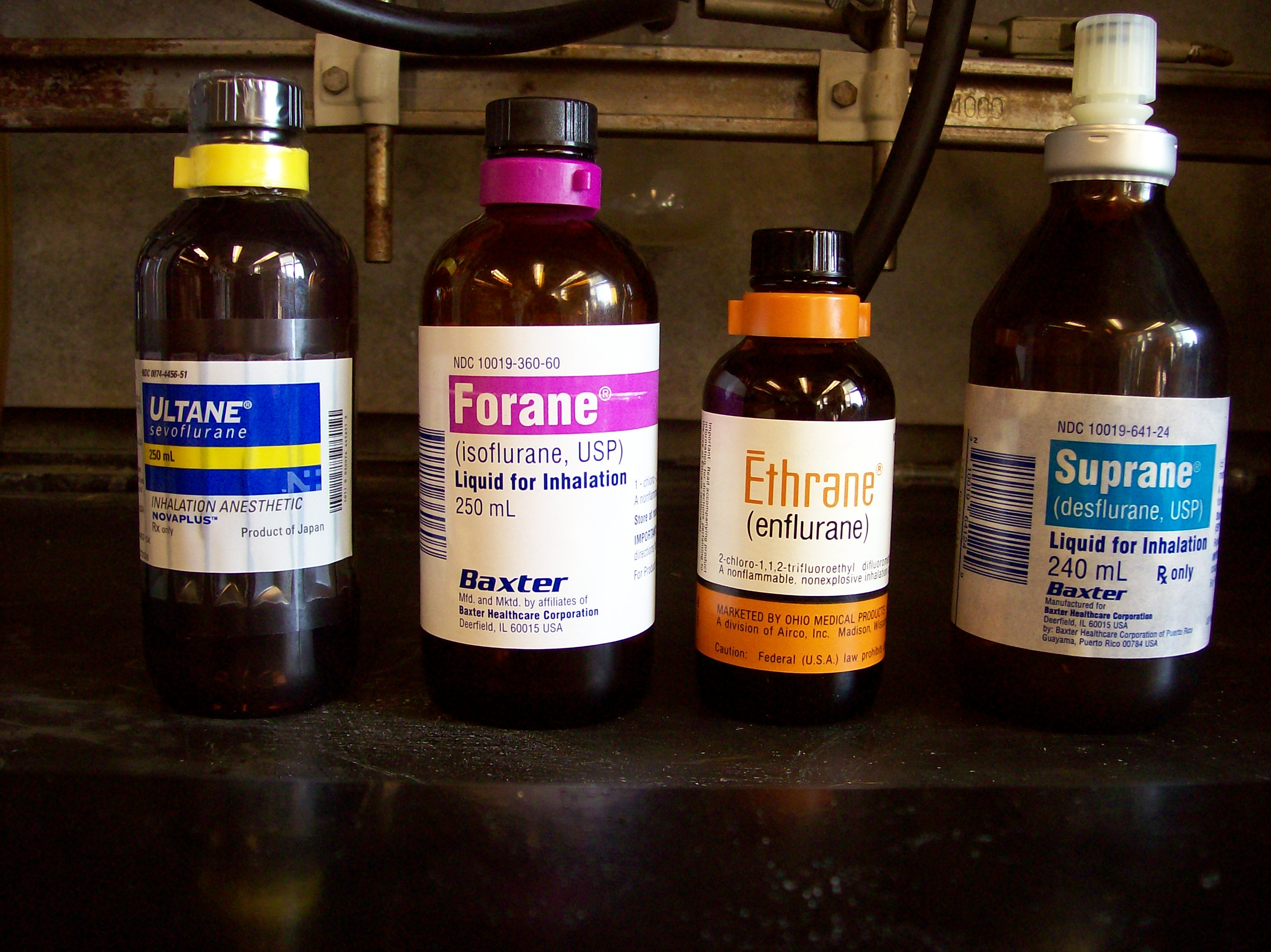
Бутылки с севофлураном, изофлураном, энфлураном и десфлураном, распространенными анестетиками на основе фторированного эфира, используемыми в клинической практике. Эти вещества имеют цветовую маркировку в целях безопасности. Обратите внимание на специальный фитинг для десфлурана, который кипит при комнатной температуре.

Наиболее распространенный подход к общей анестезии заключается в использовании ингаляционных общих анестетиков. Каждый из них обладает своей собственной эффективностью, которая зависит от его растворимости в масле. Эта взаимосвязь существует потому, что препараты непосредственно связываются с полостями в белках центральной нервной системы, хотя было описано несколько теорий общего анестезирующего действия. Считается, что ингаляционные анестетики воздействуют на различные части центральной нервной системы. Например, обездвиживающий эффект ингаляционных анестетиков возникает в результате воздействия на спинной мозг, в то время как седация, гипноз и амнезия затрагивают участки головного мозга.
Ингаляционный анестетик — это химическое соединение, обладающее общими анестезирующими свойствами, которое может быть введено путем ингаляции. Вещества, представляющие значительный современный клинический интерес, включают летучие анестетики, такие как изофлуран, севофлуран и десфлуран, и анестезирующие газы, такие как закись азота и ксенон.

#### Введение
Анестезирующие газы вводятся анестезиологами (термин, который включает анестезиологов, медсестер-анестезиологов и ассистентов анестезиолога) через анестезиологическую маску, дыхательные пути гортанной маски или трахеальную трубку, подключенную к испарителю анестетика и наркозному аппарату.
Аппарат для анестезии или наркозный аппарат или аппарат Бойля используются для поддержки введения анестезии. Наиболее распространенным типом анестезиологической машины, используемой в развитых странах, является анестезиологическая машина непрерывного действия, которая предназначена для обеспечения точной и непрерывной подачи медицинских газов (таких как кислород и закись азота), смешанных с точной концентрацией паров анестетика (например, изофлуран), и доставки их пациенту при безопасном давлении и потоке. Современные аппараты включают в себя аппараты искусственной вентиляции лёгких, отсасывающее устройство и устройства для наблюдения за пациентом. Выдыхаемый газ пропускается через скруббер для удаления углекислого газа, а пары анестетика и кислород пополняются по мере необходимости, прежде чем смесь будет возвращена пациенту.